# إلغن في. كيوكيندل
إلغن في. كيوكيندل هو قاضي ومحامي وسياسي أمريكي، ولد في 1870 في أوكلاند في الولايات المتحدة، وتوفي في 1958 في بوميروي في الولايات المتحدة. نشط حزبياً في الحزب الجمهوري. وقد انتخب عضو مجلس ولاية واشنطن ‏.